# Sacculina americana
Sacculina americana är en kräftdjursart som beskrevs av Reinhard 1955. Sacculina americana ingår i släktet Sacculina och familjen Sacculinidae. Inga underarter finns listade i Catalogue of Life.